# Dave Haley
Pour les articles homonymes, voir Haley.
Dave Haley, né le 5 mars 1980 à Hobart (Tasmanie), est un musicien australien spécialisé dans les musiques extrêmes. Il est principalement connu comme batteur des groupes de death metal Psycroptic, Abramelin (en) et Werewolves, ainsi que des formations de black metal Ruins (en) et KING.

## Biographie
Dave Haley commence sa carrière en 1997 avec le groupe Disseminate. En 1999, il fonde Psycroptic avec son frère Joe Haley, guitariste. Le groupe devient une figure du death metal technique australien.
Il rejoint The Amenta en 2003, puis le projet black metal Ruins (en) en 2004. Il joue également dans Blood Duster (2007) et participe à la reformation du groupe Abramelin (en) en 2016. En 2019, il cofonde le trio Werewolves, avec d'anciens membres de The Berzerker.
Il collabore avec des groupes internationaux comme le belge Aborted, Nervecell, Pestilence, ou encore The End of All Reason.

## Style et influences
Considéré comme l'un des batteurs les plus techniques de la scène metal extrême, Haley est réputé pour sa précision et sa vélocité,. Parmi ses influences figurent Gene Hoglan, Sean Reinert et Dave Lombardo.

## Discographie sélective

### Avec Psycroptic
- The Isle of Disenchantment (2000)
- The Scepter of the Ancients (2003)
- Symbols of Failure (2006)
- Ob(Servant) (2008)
- Divine Council (2022)

### Avec Ruins
- Spun Forth as Dark Nets (2005)
- Cauldron (2008)
- Place of No Pity (2012)

### Avec Werewolves
- The Dead Are Screaming (2020)
- My Enemies Look and Sound Like Me (2023)
- Die For Us (2024)

### Collaborations
- Slaughter & Apparatus – Aborted (2007)
- Preaching Venom – Nervecell (2008)
- Artifacts – The End of All Reason (2011)